# Paramount Group
 (mars 2020).
Si vous disposez d'ouvrages ou d'articles de référence ou si vous connaissez des sites web de qualité traitant du thème abordé ici, merci de compléter l'article en donnant les références utiles à sa vérifiabilité et en les liant à la section « Notes et références ».
Paramount Group est un groupe de sociétés spécialisé dans les industries mondiales de la défense, de la sécurité intérieure et du maintien de la paix.

## Historique
Fondé en Afrique du Sud en 1994, il propose une gamme de véhicules blindés, d'avions et d'hélicoptères.